# Camionero

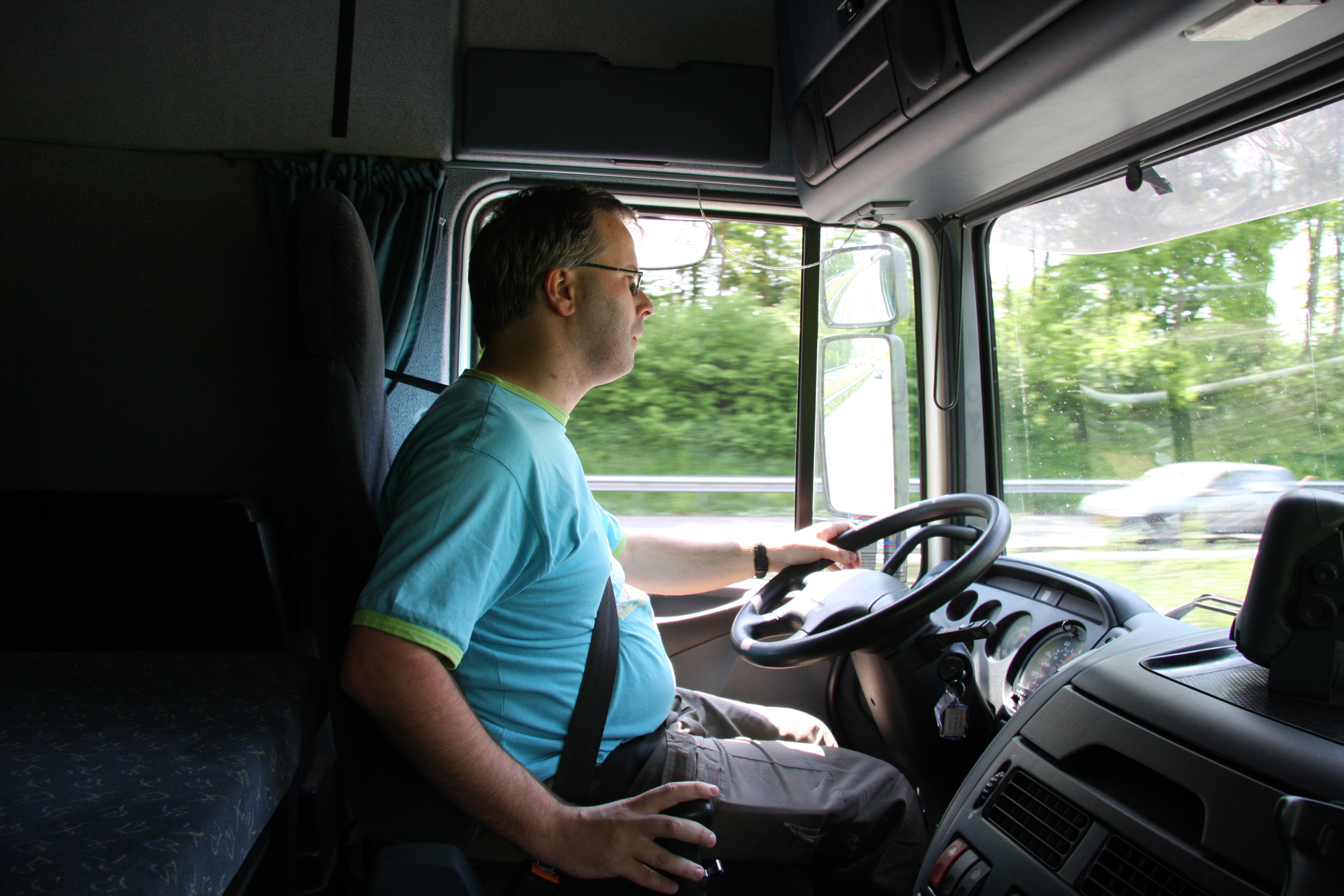
Un camionero conduce un camión.

Un camionero es la persona que se dedica a conducir camiones para transportar cargas desde un punto a otro. Se trata de un servicio fundamental para las sociedades industrializadas, pues transporta bienes o materiales crudos en estado sólido o líquido por tierra, generalmente a destinos tales como oficinas, almacenes, residencias, instalaciones productivas, centros de ventas por mayor y de la distribución.
Además de verificar su vehículo en lo relativo a las condiciones mecánicas o asuntos relacionados con su operación segura, sus funciones incluyen la comprobación del estado de la carga y su ajuste a las medidas o pesos indicados en el albarán o la hoja de ruta. Asegura la estabilidad de la carga mediante cuerdas y vela por su seguridad a lo largo del recorrido. En el punto de destino puede cobrar el importe del porte y en cualquier caso, entrega el albarán y lo hace firmar por el receptor. En ocasiones, participa en las labores de carga de la mercancía en el punto de origen y descarga en el de destino. 
Suele hacer reparaciones de urgencia durante el transporte tales como el cambio de una rueda pinchada, sustitución de bombillas o fusibles u otras acciones, aunque, hoy en día, la asistencia en carretera lleva esta labor mediante la contratación del seguro del vehículo. Se comunica vía radio con otros camioneros o con su central para recibir instrucciones sobre nuevos portes o destinos, solicitar información sobre el estado de la carretera o pedir ayuda.
Se encarga también del mantenimiento básico del vehículo comprobando los niveles de agua, aceite y combustible y reponiéndolos cuando es necesario.